# Elisabeta Cristina de Brunswick-Wolfenbüttel
Elisabeta Cristina de Brunswick-Wolfenbüttel (n. 28 august 1691, Braunschweig, Brunswick-Wolfenbüttel⁠(d) – d. 21 decembrie 1750, Viena, Monarhia Habsburgică) a fost prințesă de Brunswick-Wolfenbüttel, împărăteasă a Sfântului Imperiu Roman, regină a Germaniei, regină a Ungariei și Boemiei și Arhiducesă de Austria prin căsătoria cu Carol al VI-lea, Sfânt Împărat Roman. A fost renumită pentru frumusețea ei delicată și, de asemenea, pentru a fi mama împărătesei Maria Tereza. Ea este bunica maternă a Mariei-Antoaneta, regina Franței, deși a murit cu cinci ani înainte de nașterea nepoatei ei în 1755. Ea a avut cea mai lungă domnie a unei împărătese a Sfântului Imperiu Roman.

## Biografie
Elisabeta Cristina a fost fiica cea mare a lui Ludwig Rudolf, Duce de Brunswick-Lüneburg și a soției lui, Prințesa Christine Louise de Oettingen-Oettingen.
La vârsta de 13 ani s-a logodit cu viitorul Carol al VI-lea, Sfânt Împărat Roman în urma negocierilor dintre ambițiosul ei bunic Anthony Ulrich, Duce de Brunswick-Wolfenbüttel și cumnata lui Carol, împărăteasa Wilhelmina Amalia, al cărei tată a fost Johann Frederic, Duce de Brunswick-Lüneburg.
Viitoarea mireasa s-a convertit la catolicism la 1 mai 1707 la Bamberg, Germania. În momentul nunții, Carol lupta pentru drepturile sale de succesiune la tronul din Spania împotriva regelui francez Filip al V-lea și locuia la Barcelona.
Elisabeta Cristina a ajuns în Spania în iulie 1708 și s-a căsătorit cu Carol la 1 august 1708 la Barcelona. În 1711 când soțul ei a plecat la Viena să ia în posesie coroana imperială, el a numit-o guvernator general al Cataloniei pe soția sa în timpul absenței sale.  Elisabeta Cristina a condus Catalonia singură până în 1713 când a părăsit Barcelona și s-a alăturat soțului ei la Viena.
Elisabeta Cristina a murit la Viena la vârsta de 59 de ani.

## Copii
- Leopold Johann (13 aprilie 1716 – 4 noiembrie 1716), arhiduce de Austria
- Maria Tereza (13 mai 1717 – 29 noiembrie 1780), arhiducesă de Austria; s-a căsătorit cu Francisc al III-lea, Duce de Lorena (mai târziu Francisc I, Împărat al Sfântului Imperiu Roman)
- Maria Anna (26 septembrie 1718 – 16 decembrie 1744), arhiducesă de Austria; s-a căsătorit cu Prințul Charles Alexander de Lorena
- Maria Amalia (5 aprilie 1724 – 19 aprilie 1730),  arhiducesă de Austria, a murit la 6 ani.